# Talhado
Talhado é um distrito do município brasileiro de São José do Rio Preto, sede da Região Metropolitana de São José do Rio Preto, no interior do estado de São Paulo.

## História

### Origem
De acordo com dados históricos, a região do atual distrito passou a ser ocupada com a chegada em 1889 da família de José Pinto (Zeca Pinto). Também constam como fundadores as famílias Pimenta (1912) e Ávila (1922).

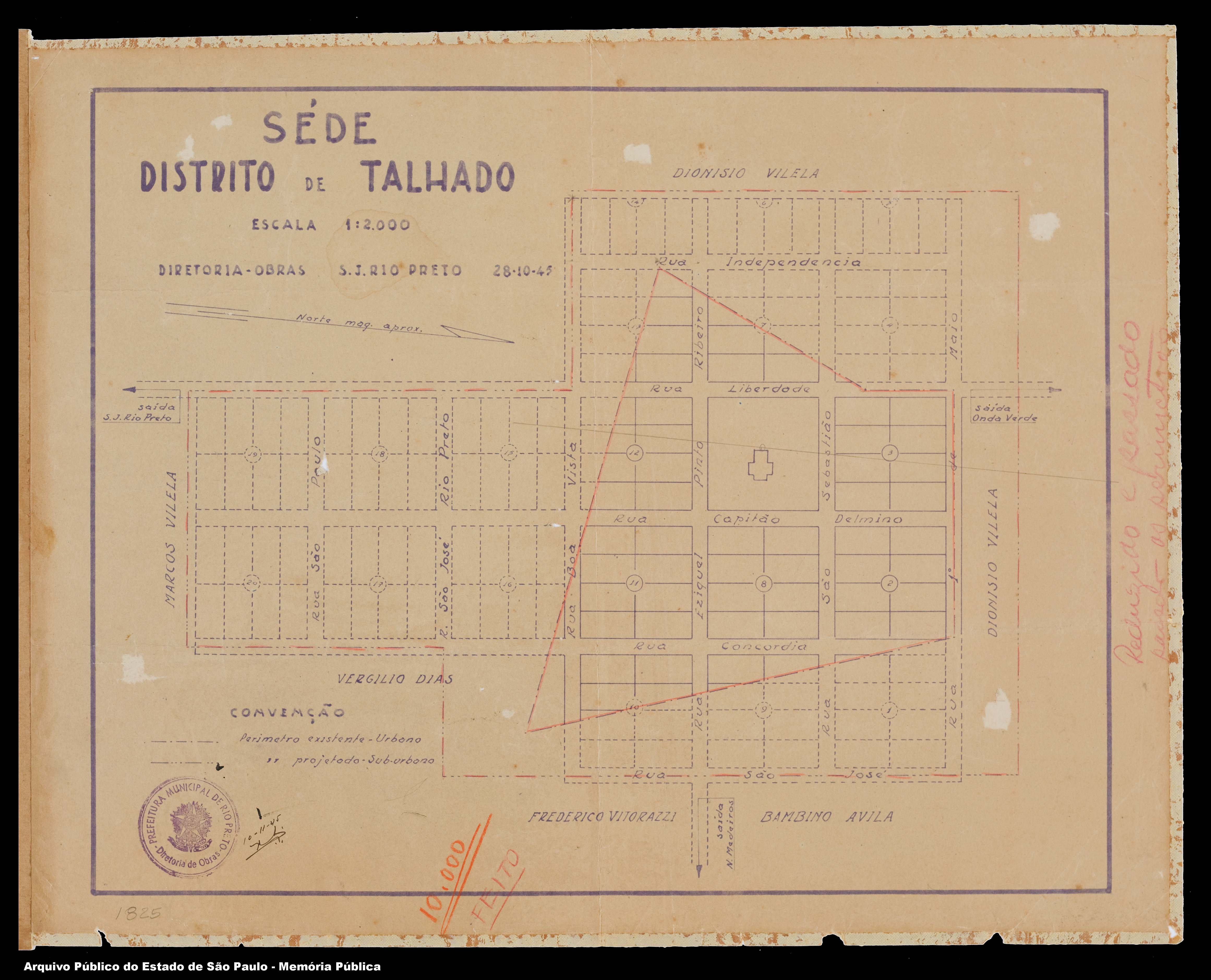
Planta da área urbana original.

O núcleo que deu origem ao distrito existe desde antes de 1903. A doação do terreno localizado na Fazenda Talhado, que se tornou o patrimônio de São Sebastião, foi feita por Alcides Augusto Ávila, e a capela foi construída por volta de 1927.

### Formação administrativa
- Distrito criado pelo Decreto-Lei n° 14.334 de 30/11/1944, com sede no povoado de mesmo nome e com terras desmembradas do distrito da sede do município de São José do Rio Preto[5].

## Geografia

### Demografia

#### População urbana
| Crescimento população urbana | Crescimento população urbana | Crescimento população urbana | Crescimento população urbana |
| Censo                        | Pop.                         |                              | %±                           |
| ---------------------------- | ---------------------------- | ---------------------------- | ---------------------------- |
| 1950                         | 237                          |                              | —                            |
| 1960                         | 182                          |                              | −23,2%                       |
| 1970                         | 179                          |                              | −1,6%                        |
| 1980                         | 191                          |                              | 6,7%                         |
| 1991                         | 1 022                        |                              | 435,1%                       |
| 2000                         | 938                          |                              | −8,2%                        |
| 2010                         | 882                          |                              | −6,0%                        |
| 2022                         | 1 285                        |                              | 45,7%                        |
| Fonte: IBGE e Fundação SEADE |                              |                              |                              |

#### População total
Pelo Censo 2010 (IBGE) a população total do distrito era de 4 758 habitantes. A população estimada para 2017 segundo a prefeitura municipal era de 5 096 habitantes.

### Área territorial
A área territorial do distrito é de 79,820 km².

### Rodovias
O principal acesso ao distrito é a estrada vicinal Alcides Augusto Ávila.

## Serviços públicos

### Administração
- Subprefeitura do Distrito de Talhado

### Registro civil
Atualmente é feito na sede do município, pois o Cartório de Registro Civil das Pessoas Naturais do distrito foi extinto pela Resolução nº 1 de 29/12/1971 do Tribunal de Justiça do Estado de São Paulo, e seu acervo foi recolhido ao cartório do 3º subdistrito da sede.

### Saneamento
O serviço de abastecimento de água é feito pelo Serviço Municipal Autônomo de Água e Esgoto (SEMAE).

### Energia
A responsável pelo abastecimento de energia elétrica é a CPFL Paulista, distribuidora do grupo CPFL Energia.

### Telecomunicações
O distrito era atendido pela Telecomunicações de São Paulo (TELESP), que inaugurou a central telefônica utilizada até os dias atuais. Em 1998 esta empresa foi vendida para a Telefônica, que em 2012 adotou a marca Vivo para suas operações.

## Religião

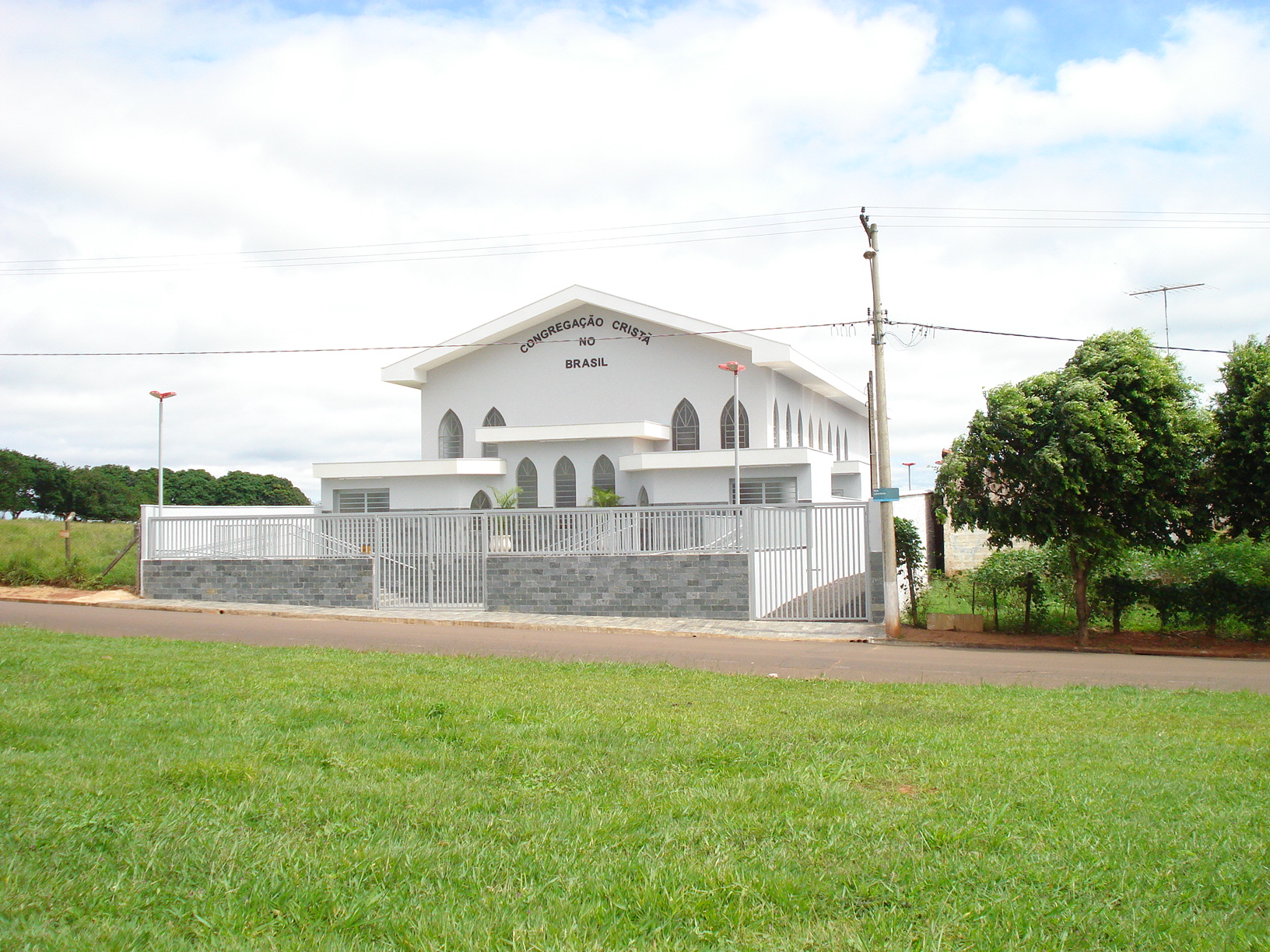
Congregação Cristã no Brasil.

O Cristianismo se faz presente no distrito da seguinte forma:

### Igreja Católica
- A igreja faz parte da Diocese de São José do Rio Preto[17].

### Igrejas Evangélicas
- Congregação Cristã no Brasil[18].